# Lumière al millor actor
El Lumière al millor actor s'atorga cada any a un actor protagonista d’una pel·lícula francesa estrenada a França l'any anterior, durant la Cerimònia des Lumières de la premsa internacional.
L’Académie des Lumières, formada per més de 200 periodistes de la premsa internacional, premia cada any les millors pel·lícules des de la 1996.

## Guanyadors i nominats
A les llistes següents, els títols i els noms en negreta amb fons blau són els guanyadors i els destinataris respectivament; els que no estan en negreta són els nominats.

### Dècada de 1990
| Any       | Actor            | Pel·lícula               |         |
| --------- | ---------------- | ------------------------ | ------- |
| 1996 (1a) | Michel Serrault  | Nelly et Monsieur Arnaud |         |
| 1997 (2a) | Charles Berling  | Ridícul                  | Ridícul |
| 1998 (3a) | Michel Serrault  | Rien ne va plus          |         |
| 1999 (4a) | Jacques Villeret | Le Dîner de cons         |         |

### Dècada del 2000
| Any        | Actor                  | Pel·lícula                           |        |
| ---------- | ---------------------- | ------------------------------------ | ------ |
| 2000 (5a)  | Philippe Torreton      | Avui comença tot                     |        |
| 2001 (6a)  | Daniel Auteuil         | Sade                                 | Sade   |
| 2002 (7a)  | Michel Bouquet         | Comment j'ai tué mon père            |        |
| 2003 (8a)  | Jean Rochefort         | L'Homme du train                     |        |
| 2004 (9a)  | Bruno Todeschini       | Son frère                            |        |
| 2005 (10a) | Mathieu Amalric        | Rois et reine                        |        |
| 2006 (11a) | Romain Duris           | De tant bategar se m'ha parat el cor |        |
| 2007 (12a) | Gérard Depardieu       | Chanson d'amour                      |        |
| 2007 (12a) | Lambert Wilson         | Cœurs                                |        |
| 2007 (12a) | François Cluzet        | Ne le dis à personne                 |        |
| 2007 (12a) | Michel Blanc           | Ets molt guapo                       |        |
| 2007 (12a) | Sacha Bourdo           | L'étoile du soldat                   |        |
| 2008 (13a) | Mathieu Amalric        | L'escafandre i la papallona          |        |
| 2008 (13a) | Jean-Pierre Marielle   | Faut que ça danse !                  |        |
| 2008 (13a) | Guillaume Depardieu    | La duquessa de Langeais              |        |
| 2008 (13a) | Benoît Magimel         | La noia tallada en dues              |        |
| 2008 (13a) | Benoît Magimel         | 24 Mesures                           |        |
| 2008 (13a) | Jean-Pierre Darroussin | Le Cœur des hommes 2                 |        |
| 2008 (13a) | Gérard Darmon          | Le Cœur des hommes 2                 |        |
| 2008 (13a) | Marc Lavoine           | Le Cœur des hommes 2                 |        |
| 2008 (13a) | Bernard Campan         | Le Cœur des hommes 2                 |        |
| 2009 (14a) | Vincent Cassel         | Mesrine: L'Instinct de mort          |        |
| 2009 (14a) | Vincent Cassel         | Mesrine: L'Ennemi public n° 1        |        |
| 2009 (14a) | André Dussollier       | Cortex                               | Cortex |
| 2009 (14a) | Claude Rich            | Aide-toi, le ciel t'aidera           |        |
| 2009 (14a) | Albert Dupontel        | Deux jours à tuer                    |        |
| 2009 (14a) | Kad Merad              | Benvinguts al nord                   |        |
| 2009 (14a) | Guillaume Depardieu    | Versailles                           |        |

### Dècada del 2010
| Any                    | Actor                          | Pel·lícula                           |
| ---------------------- | ------------------------------ | ------------------------------------ |
| 2010 (15a)             | Tahar Rahim                    | Un profeta                           |
| 2010 (15a)             | François Cluzet                | À l'origine                          |
| 2010 (15a)             | Yvan Attal                     | Rapt                                 |
| 2010 (15a)             | Vincent Lindon                 | Welcome                              |
| 2010 (15a)             | Romain Duris                   | Persécution                          |
| 2011 (16a)             | Michael Lonsdale               | De déus i homes                      |
| 2011 (16a)             | Lambert Wilson                 | De déus i homes                      |
| 2011 (16a)             | Lambert Wilson                 | La Princesse de Montpensier          |
| 2011 (16a)             | Romain Duris                   | L'Homme qui voulait vivre sa vie     |
| 2011 (16a)             | Romain Duris                   | Els seductors                        |
| 2011 (16a)             | Éric Elmosnino                 | Gainsbourg, vie héroïque             |
| 2011 (16a)             | Édgar Ramírez                  | Carlos                               |
| 2012 (17a)             | Omar Sy                        | Intocable                            |
| 2012 (17a)             | André Wilms                    | Le Havre                             |
| 2012 (17a)             | Olivier Gourmet                | L'Exercice de l'Etat                 |
| 2012 (17a)             | JoeyStarr                      | Polisse                              |
| 2012 (17a)             | Jean Dujardin                  | The Artist                           |
| 2013 (18a)             | Jean-Louis Trintignant         | Amor                                 |
| 2013 (18a)             | Denis Lavant                   | Holy Motors                          |
| 2013 (18a)             | Guillaume Canet                | Une vie meilleure                    |
| 2013 (18a)             | Jérémie Renier                 | Cloclo                               |
| 2013 (18a)             | Matthias Schoenaerts           | De rovell i d'os                     |
| 2014 (19a)             | Guillaume Gallienne            | Guillaume i els nois, a taula!       |
| 2014 (19a)             | Michel Bouquet                 | Renoir                               |
| 2014 (19a)             | Thierry Lhermitte              | Quai d'Orsay                         |
| 2014 (19a)             | Romain Duris                   | L'Ecume des jours                    |
| 2014 (19a)             | Guillaume Canet                | Jappeloup                            |
| 2014 (19a)             | Tahar Rahim                    | Grand Central                        |
| 2015 (20a)             | Gaspard Ulliel                 | Saint Laurent                        |
| 2015 (20a)             | Guillaume Canet                | La Prochaine fois je viserai le cœur |
| 2015 (20a)             | Guillaume Canet                | L'Homme qu'on aimait trop            |
| 2015 (20a)             | Romain Duris                   | Une nouvelle amie                    |
| 2015 (20a)             | Mathieu Kassovitz              | Vie sauvage                          |
| 2015 (20a)             | Pierre Niney                   | Yves Saint Laurent                   |
| 2015 (20a)             | Benoît Poelvoorde              | Trois Cœurs                          |
| 2016 (21a)             |                                |                                      |
| Vincent Lindon         | La Loi du marché               |                                      |
| Vincent Lindon         | Journal d'une femme de chambre |                                      |
| Gérard Depardieu       | Valley of Love                 |                                      |
| André Dussollier       | Vingt et une nuits avec Pattie |                                      |
| Fabrice Luchini        | L'Hermine                      |                                      |
| Vincent Macaigne       | Les Deux Amis                  |                                      |
| Jérémie Renier         | Ni le ciel ni la terre         |                                      |
| 2017 (22a)             |                                |                                      |
| Jean-Pierre Léaud      | La mort de Lluís XIV           |                                      |
| Pierre Deladonchamps   | Le Fils de Jean                |                                      |
| Gérard Depardieu       | The End                        |                                      |
| Nicolas Duvauchelle    | Je ne suis pas un salaud       |                                      |
| Omar Sy                | Chocolat                       |                                      |
| James Thiérrée         | Chocolat                       |                                      |
| Gaspard Ulliel         | Juste la fin du monde          |                                      |
| 2018 (23a)             |                                |                                      |
| Nahuel Pérez Biscayart | 120 battements par minute      |                                      |
| Swann Arlaud           | Petit Paysan                   |                                      |
| Daniel Auteuil         | Le Brio                        |                                      |
| Jean-Pierre Bacri      | C'est la vie                   |                                      |
| Louis Garrel           | Le Redoutable                  |                                      |
| Reda Kateb             | Django                         |                                      |
| 2019 (24a)             |                                |                                      |
| Alex Lutz              | Guy                            |                                      |
| Romain Duris           | Nos batailles                  |                                      |
| Vincent Lacoste        | La meva vida amb l'Amanda      |                                      |
| Vincent Lindon         | En guerre                      |                                      |
| Denis Ménochet         | Jusqu'à la garde               |                                      |

### Dècada del 2020
| Any              | Actor                    | Pel·lícula |
| ---------------- | ------------------------ | ---------- |
| 2020 (25a)       |                          |            |
| Roschdy Zem      | Roubaix, une lumière     |            |
| Swann Arlaud     | Gràcies a Déu            |            |
| Daniel Auteuil   | La Belle Époque          |            |
| Jean Dujardin    | L'oficial i l'espia      |            |
| Fabrice Luchini  | Els consells de l'Alice  |            |
| 2021 (26a)       |                          |            |
| Sami Bouajila    | Un fils                  |            |
| Jonathan Cohen   | Énorme                   |            |
| Albert Dupontel  | Adieu les cons           |            |
| Nicolas Maury    | Garçon chiffon           |            |
| Jérémie Renier   | Slalom                   |            |
| 2022 (27a)       |                          |            |
| Benoît Magimel   | De son vivant            |            |
| Damien Bonnard   | Les Intranquilles        |            |
| André Dussollier | Tout s'est bien passé    |            |
| Vincent Lindon   | Titane                   |            |
| Benjamin Voisin  | Les l·lusions perdudes   |            |
| 2023 (28a)       |                          |            |
| Benoît Magimel   | Pacifiction              |            |
| Bastien Bouillon | La nit del 12a           |            |
| Louis Garrel     | L'Innocent               |            |
| Vincent Macaigne | Crònica d'un amor efímer |            |
| Denis Ménochet   | As bestas                |            |
| 2024 (29a)       |                          |            |
| Arieh Worthalter | TLe Procès Goldman       |            |
| Vincent Lacoste  | Le Temps d'aimer         |            |
| Karim Leklou     | Vincent doit mourir      |            |
| Melvil Poupaud   | L'Amour et les Forêts    |            |
| Franz Rogowski   | Disco Boy                |            |
| 2025 (30a)       |                          |            |
| Abou Sangaré     | L'Histoire de Souleymane |            |
| Adam Bessa       | Les Fantômes             |            |
| Paul Kircher     | Leurs enfants après eux  |            |
| Karim Leklou     | Le Roman de Jim          |            |
| Pierre Niney     | El comte de Montecristo  |            |